# Estación de Miami
Miami es una estación de trenes que se encuentra en Miami, Estados Unidos. Es la terminal sur del Silver Meteor y Silver Star de Amtrak. La estación abrió en 1978 para reemplazar una estación de ferrocarril Seaboard Air Line Railroad de 48 años. Está a varias cuadras de la estación de transferencia Tri-Rail y Metrorail, pero no hay conexión directa entre los dos. 
La estación estaba destinada a ser reemplazada a mediados de la década de 2010 por el Centro Intermodal de Miami junto al aeropuerto, justo al sur, pero las plataformas eran demasiado cortas. Desde 2022 se busca una solución.

## Historia
Cuando Amtrak se hizo cargo del servicio interurbano de pasajeros en mayo de 1971, continuó usando el antiguo depósito de Seaboard Air Line Railroad en Allapattah, dos millas al norte del centro. La estación construida en 1930, pronto comenzó a mostrar su vejez. El 13 de mayo de 1977, Amtrak comenzó la construcción de una nueva estación cerca de Hialeah Yards.

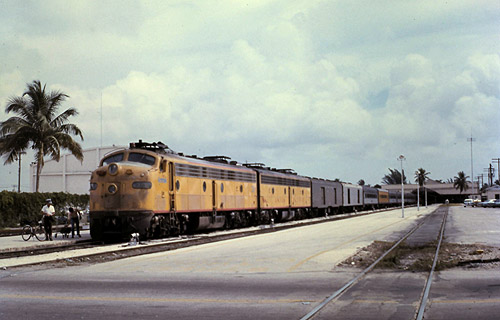
Un tren de Amtrak en la exestación de Seaboard Air Line Railroad en 1972.

Inaugurado el 20 de junio de 1978, el edificio es uno de los muchos construidos bajo el Programa de Estaciones Estándar de Amtrak, un intento de crear una marca e identidad unificadas para las instalaciones de pasajeros de la compañía en sus primeros años. Se considera una estación Tipo 300A, lo que significa que fue diseñada para acomodar al menos 300 pasajeros en la hora más concurrida del día. Es casi idéntica a la estación Midway ahora cerrada en Saint Paul, Minnesota, que también se construyó en 1978.
El edificio mide 26 metros por 53 metros con 1900 metros cuadrados de superficie, con una gran sala de espera y otras instalaciones para pasajeros en la planta baja. Un entrepiso alberga un salón y las oficinas regionales de Amtrak. El proyecto de construcción de la estación de $ 5,7 millones ($ 25,6 millones ajustados por inflación) incluía la estación totalmente accesible para discapacitados, un estacionamiento para 269 automóviles y dos plataformas de 610 metros de largo para manejar los largos trenes de Florida de Amtrak.
Una vía circular recorre el complejo de la estación, lo que permite que los trenes den la vuelta para sus viajes hacia el norte. Los últimos trenes llegaron a la estación ex-SAL el 19 de junio de 1978; el Silver Meteor en dirección norte partió de la nueva estación el 20 de junio poco antes de la ceremonia de inauguración.

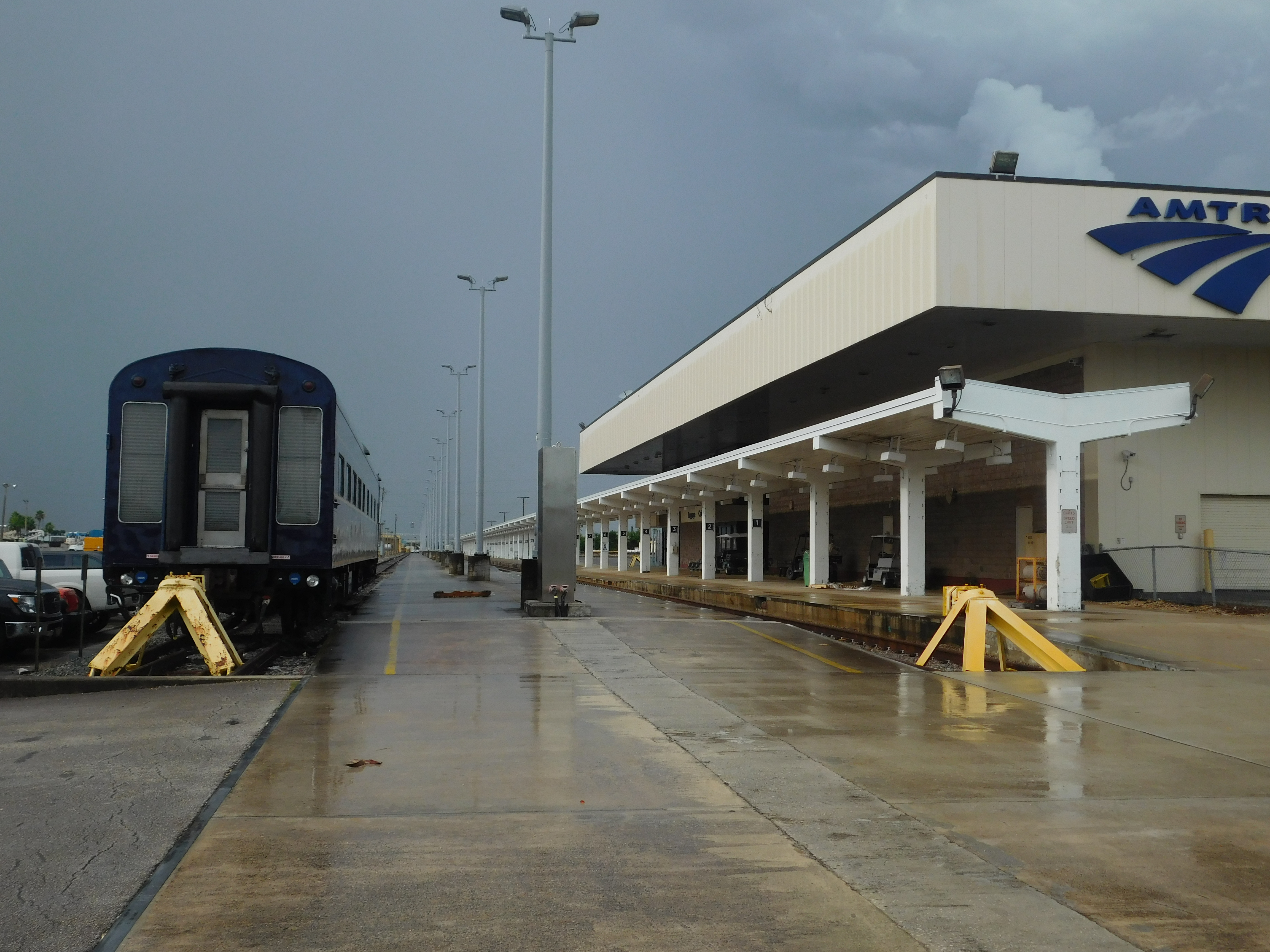
Andenes de la estación en 2018.

A principios de la década de 1990, el Departamento de Transporte de Florida comenzó a planificar una estación intermodal para conectar Tri-Rail, Amtrak y Metrorail con el Aeropuerto Internacional de Miami. Estos planes se completaron como el Centro Intermodal de Miami, ubicado a 6,4 kilómetros al sur de la estación actual. 
Metrorail abrió sus puertas a la estación en 2012, los trenes de cercanías Tri-Rail comenzaron a prestar servicio a las nuevas plataformas en abril de 2015, y originalmente se esperaba que Amtrak prestara servicio a esta estación en 2016, pero un error durante el diseño resultó en que las plataformas construidas fueran demasiado cortas para acomodar los trenes más largos que utiliza Amtrak durante el invierno. 
El diseño original habría dado lugar a que los últimos vagones de estos trenes más largos bloquearan los pasos a nivel. Después de los cambios en los patrones de tráfico alrededor de la estación, inicialmente se esperaba que Amtrak se mudara a la estación del aeropuerto de Miami a fines de 2018. A fines de 2018, la mudanza se pospuso indefinidamente.
En 2021, Amtrak se acercó al FDOT para comenzar nuevamente las negociaciones para la utilización del Centro Intermodal de Miami. Las operaciones del tren de prueba comenzaron en febrero de 2022 y se esperan más reuniones de negociación en 2022.